# 安藤みなみ
安藤 みなみ（あんどう みなみ、1997年2月12日 - ）は、愛知県名古屋市港区出身の元卓球選手。
Tリーグはトップおとめピンポンズ名古屋所属。

## 経歴
卓伸クラブ（愛知県）出身。青森山田中学高等学校、慶誠高等学校を経て専修大学に入学した。
2017年の全日本卓球選手権大会の女子シングルスで優勝候補の伊藤美誠を下し、話題になった。
専修大学在学中、2018-19シーズンにTリーグのトップおとめピンポンズ名古屋に所属した。
大学卒業後は実業団の十六銀行に入社し、日本リーグの最高殊勲選手賞を受賞した。
2020-21シーズンから、十六銀行を退職してトップおとめピンポンズ名古屋に再び入団した。
2024-25シーズンで現役の引退を発表。

## 人物
- 好きな食べ物は、ちくわ
- 元気の源は、リンドール[5]

## 主な戦績
2015年
- 第12回全日本学生選抜卓球選手権大会 女子シングルス 優勝

2016年
- ITTFワールドツアーフィンランドオープン 女子シングルス 優勝

2017年
- 第84回全日本大学総合卓球選手権大会個人の部 女子シングルス 優勝、女子ダブルス 優勝（枝松亜実ペア）
- ITTFワールドツアータイオープン U21女子シングルス 優勝
- ITTFワールドツアー韓国オープン U21女子シングルス 優勝

2018年
- 第85回全日本大学総合卓球選手権大会個人の部 女子シングルス 優勝（二連覇）、女子ダブルス 優勝（枝松亜実ペア）（二連覇）

2019年
- 全日本卓球選手権大会 女子シングルス ベスト8
- 全日本社会人卓球選手権 女子シングルス 準優勝
- 第28回日本卓球リーグ・ビッグトーナメント 女子シングルス 準優勝

2021年
- WTTスターコンテンダードーハ 女子ダブルス 優勝（長﨑美柚ペア）
- 第25回アジア卓球選手権 女子シングルス 3位、女子ダブルス 3位（長﨑美柚ペア）、女子団体 優勝

2023年
- WTTフィーダー アンタルヤ 女子シングルス 準優勝、女子ダブルス 優勝（張本美和ペア）

2025年
- 全日本卓球選手権大会 混合ダブルス 優勝（木造勇人ペア）

## 受賞歴
2019年
- 前期日本卓球リーグ・最高殊勲選手賞